# سد یاوا
سد یاوا (به لاتین: Yeywa Dam) یک سد و نیروگاه برقابی در میانمار است که در ناحیه ماندالی واقع شده‌است.